# 平涼府
平涼府，金朝时设置的府。

平凉府在甘肃省的位置（1820年）

宋朝时为泾原路。金朝置平凉府，大定二十六年（1186年），归属凤翔路，治所在平凉县，下领：五县（平凉县、潘原县、崇信县、华亭县、化平县），五镇，一寨。元朝初年，潘原县并入平凉县，化平县并入华亭县，属于巩昌总帅府，下领导三县：平凉县、崇信县、华亭县。
明朝洪武三年五月，直隶行省。下辖三个州，七个县：平凉县、崇信县、华亭县、镇原县、隆德县、泾州（领灵台县）、静宁州（领庄浪县）、固原州。隶属陝西承宣布政使司。辛亥革命后，全国废府州厅改县，故废。

## 延伸阅读
[在维基数据编辑]
 《欽定古今圖書集成·方輿彙編·職方典·平涼府部》，出自陈梦雷《古今圖書集成》